# Cuore dell'Eternità
Il Cuore dell'Eternità è un diamante del peso di 27,64 carati (5,528 g), tagliato a  cuore e di colore blu brillante. 

## Storia
La pietra grezza fu estratta dalla miniera Premier Mine in Sudafrica, l'unica al mondo a produrre quantità significative di diamanti blu. 
Il diamante fu in primo luogo acquisito e tagliato dal gruppo Steinmetz, che in seguito lo rivendette al gruppo De Beers. Il suo valore è stimato ad almeno 16 milioni di dollari. 
Fu ufficialmente rivelato al pubblico nel gennaio del 2000, quando fu esposto nella collezione De Beers Millennium Jewels, insieme ad altri dieci diamanti blu per un peso complessivo di 118 carati (23,6 g). L'esposizione, al Millennium Dome di Londra, rimase aperta per tutto il 2000, e il 7 novembre fu interessata da un tentativo di furto fallito.  
Nel 2003, fu nuovamente esposto allo Smithsonian, incluso nella mostra The Splendor of Diamonds, insieme a gemme come la Millennium Star, la Stella Rosa, l'Ocean Dream e il Moussaieff Rosso.  
Alla conclusione della mostra, il diamante fu venduto a un compratore il cui nome non venne rivelato, sebbene nel 2012 venne suggerito che potesse essere stato acquistato dal pugile Floyd Mayweather Jr.  
La posizione attuale della gemma resta comunque ignota. 

## Cultura popolare
Il Cuore dell'Eternità è una delle gemme che hanno ispirato il Cuore dell'Oceano, il diamante blu a forma di cuore in possesso di Rose, la protagonista nell'iconico film Titanic. 